# Bromölla
Bromölla – miejscowość (tätort) w południowej Szwecji, w regionie administracyjnym (län) Skania. Siedziba władz (centralort) gminy Bromölla.
W 2010 Bromölla liczyła 7595 mieszkańców.

## Geografia
Miejscowość jest położona w północno-wschodniej części prowincji historycznej (landskap) Skania nad jeziorem Ivösjön i odwadniającą je rzeką Skräbeån, ok. 24 km na wschód od Kristianstad przy drodze E22 w kierunku Sölvesborga.

## Historia
Bromölla rozwinęła się jako osada przemysłowa pod koniec XIX wieku, kiedy na położonej na środku jeziora Ivösjön wyspie Ivön zaczęto eksploatować wapień oraz kaolin. W 1887 w pobliżu stacji Bromölla (położonej pierwotnie na zachód od rzeki Skräbeån) przy linii kolejowej Sölvesborg – Kristianstad (otwarta w 1874; obecnie część Blekinge kustbana) zbudowano wapiennik. Był to początek zakładów Iföverken, znanych współcześnie z produkcji ceramiki sanitarnej (Ifö Sanitär AB). Od 1996 w jednym z pomieszczeń na terenie fabryki znajduje się muzeum.
W latach 1903–1918 zakłady Iföverken w Bromölla zatrudniały przy wydobyciu kaolinu polskich pracowników sezonowych pochodzących głównie z Galicji. Część z nich osiedliła się tam na stałe. W 1933 w Bromölla zbudowano kościół katolicki pod wezwaniem św. Piotra (S:t Petri katolska kyrkan).
Nazwa miejscowości pochodzi od nieistniejącego już młyna wodnego na rzece Skräbeån. Bromölla oznacza młyn przy moście. Kamienny most zachował się do dziś.

## Sport
W miejscowym klubie piłkarskim Ifö Bromölla IF karierę rozpoczynali w latach sześćdziesiątych XX w. Inge Danielsson (m.in. Helsingborgs IF i AFC Ajax) oraz Dag Szepanski, król strzelców Allsvenskan w 1967 (Malmö FF).